# St. Georg in Wangg

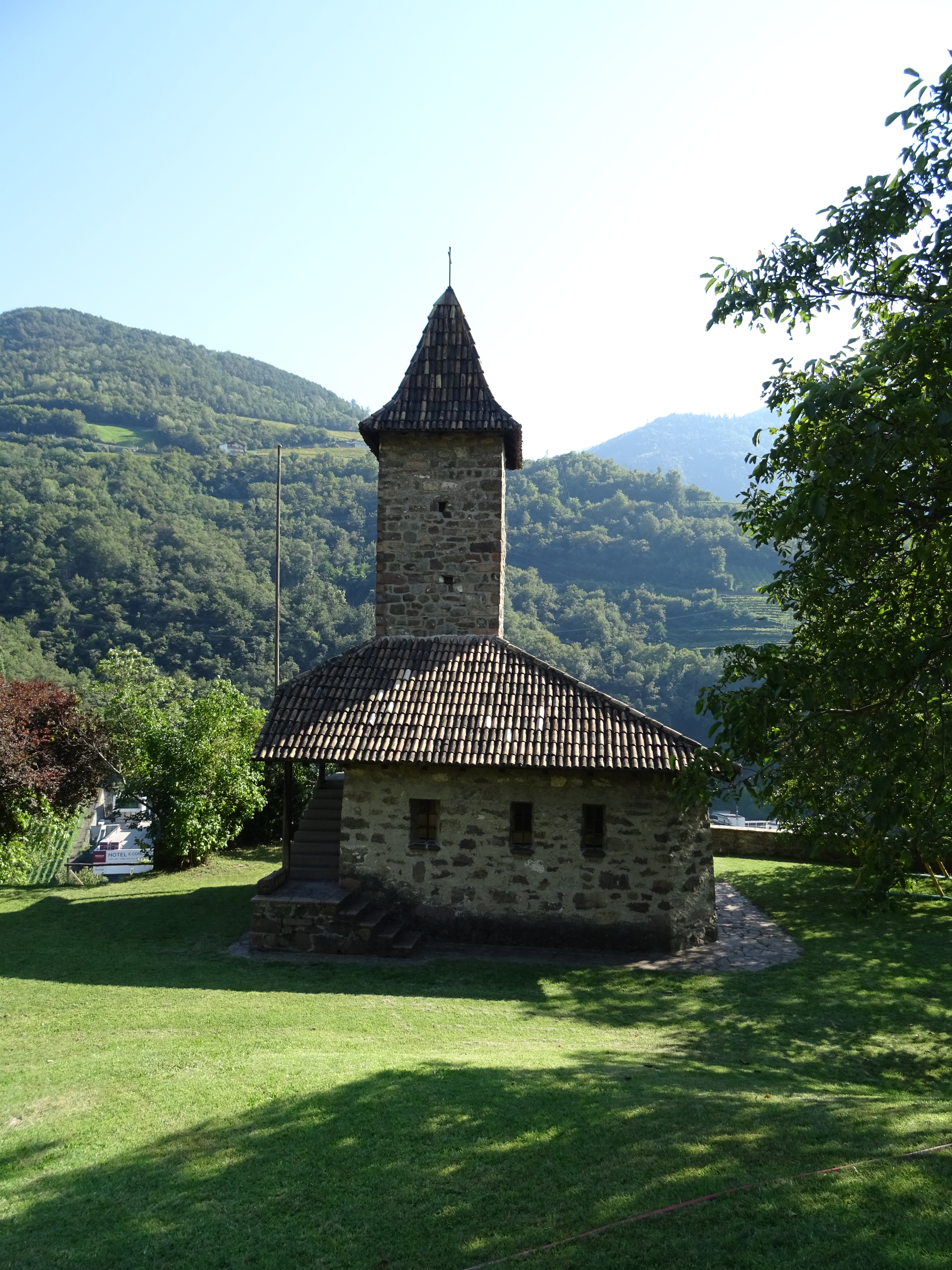
St. Georg in Wangg

St. Georg in Wangg ist ein Südtiroler Kirchenbau in Leitach, einem einst zur Landgemeinde Zwölfmalgreien und heute zur Stadtgemeinde Bozen gehörenden Ortsried nahe Kardaun. Die Kirche befindet sich in erhöhter Talrandlange auf einem Weinberghügel über dem Ausgang der Eisackschlucht.
Die Kirche wird ersturkundlich in einer Bozner Kaufurkunde vom 2. April 1223 als „ecclesia sancti Georii ... in Banco“ genannt; eine auf derselben Urkunde angebrachte rückseitige Archivnotiz des Bozner Notars Friedrich Schlegel aus der ersten Hälfte des 16. Jahrhunderts spricht von einem „kheller zu Wank gelegen bey sandt Georgen khirchen“. Im Register des Bozner Notars Jakob Haas von 1242 ist eine Lichtstiftung an der „ecclesia sancti Georii de Banco“ bezeugt. Die Kirche wird im Gesamttiroler Urbar Graf Meinhards II. von 1288 als „ze Panche von Georien“ genannt, da der Landesfürst hier über abgabenpflichtigen Besitz verfügte.
Der ursprüngliche, einschiffige Bau mit abgesetztem, gerade abschließenden Chor verfügte über einen Turm, der der ehemaligen Rundapsis aufgesetzt war. Das heute verlorene Apsisfresko von 1473–1474 stammte von den Bozner Malern Bernhard und Jakob. Im Zweiten Weltkrieg wurde die nahe der Brennerbahnlinie gelegene Kirche im Jahr 1944 durch Luftangriffe fast vollständig zerstört und 1957/58 durch einen schlichten Neubau des Architekten Erich Pattis ersetzt.
In der Landgerichtsordnung von Gries-Bozen aus dem Jahr 1487 erscheint mit Jórg Obererlacher ein eigener Viertelhauptmann „zw sand Jórgen im Leitach“, der zugleich als landesfürstlicher Steuereinnehmer fungiert.
Aus den Jahren 1545 bis 1797 sind 87 Rechnungsbücher von St. Georg im Stadtarchiv Bozen überliefert (Hss. 759–857), die von den jeweiligen Kirchpröpsten geführt wurden.